# Higashiara
× Higashiara  es un híbrido intergenérico entre los géneros de orquídeas Cattleya × Diacrium × Laelia × Sophronitis. Fue publicado en Orchid Rev. 92(1087, cppo): 8 (1984).